# 人所制造的东西
《人所制造的东西》是GAINAX制作的日本电视动画《新世纪福音战士》的第七集，由庵野秀明和榎戶洋司编剧，杉山庆一执导，于1995年11月15日首次在东京电视台播出。该剧的背景设定在一场名为“第二次冲击”的全球性灾难发生15年之后，主要以一座名为第三新东京市的未来主义要塞都市为舞台。主角是十几岁的少年碇真嗣，他的父亲碇源堂将他招募到NERV组织，并命令其驾驶巨型人型机甲“Evangelion”（俗称：EVA），跟敌人“使徒”战斗。在这一集中，NERV的竞争对手也开发出了一个名为“Jet Alone”的巨型机器人原型机。作为EVA的竞品，它搭载了一座核反应堆。在“Jet Alone”的首次公开测试中突然发生失控，并且朝着附近的城市行进，而其搭载的反应堆也接近熔毁。为此，碇真嗣驾驶着EVA初号机将“Jet Alone”暂时控制住。与此同时，NERV的主要成员之一的葛城美里亲自进入“Jet Alone”并关闭了反应堆。
《人所制造的东西》中引用了斯坦利·库布里克、冈本喜八和幾原邦彦等日本和西方导演的台词，同时还涉及到科学和宗教概念的文化参考，包括细胞凋亡和生命之树。该集的首播在日本电视上获得了5.9%的收视率。《人所制造的东西》收到了不同的评价；一些评论家认为它是该系列剧情的填充集，而其他人则赞赏其中的政治含义和角色发展。该集被描述为对机甲类别的解构，而“Jet Alone”事件则被视为对巨型机器人故事风格特点的一种模仿。

## 剧情
特殊机构NERV的负责人碇源堂司令，通过电话与加持良治进行对话。加持告诉碇源堂他已经用虚假数据回答了信息请求，然后询问是否需要处理“另一件事情”。之后，碇源堂登上了一艘单级入轨（SSTO）航天飞机，并与一名未知人物交谈。对方表示已经批准了建造更多EVA的预算。与此同时，年轻的EVA驾驶员碇真嗣对他的法定监护人葛城美里各种疏忽大意的行为而感到尴尬。真嗣之后从赤木律子博士那里得知了有关“第二次冲击”的真相。赤木告诉他，官方报道关于“第二次冲击”的原因是一次偶然的陨石撞击，而这其实是一种掩盖真相的说辞。事实上，这场灾难是由在南极发生的一名使徒突然苏醒而引发的。人们认为，使徒的最终目标是引发“第三次冲击”，由此希望NERV能通过使用EVA与使徒战斗来阻止这一情况的发生。同时，出席真嗣简报会的美里表现出异常的沉默和思考，赤木讲话时她一直陷入深思。
美里和律子参加一家私营公司所开发的巨型对使徒用战斗机器人“Jet Alone”的发布会。在发布会过程中，“Jet Alone”失控，其上搭载的反应堆陷入危险。由于“Jet Alone”的无线电指挥电路已经损坏，美里决定利用真嗣驾驶的EVA初号机捕捉“Jet Alone”，然后自己进入其内部直接用密码“Hope”删除其程序。最终，真嗣成功地捕捉住了“Jet Alone”，使美里成功登上了它。然而，密码无法使反应堆停止，美里立即试图手动将控制棒推回反应堆。就在最后一刻，控制棒自动重新插入。这使得美里意识到这台“Jet Alone”从来没有堆芯熔毁的意图，整个事件是人为破坏的结果。之后，律子和碇源堂在办公室里交谈；律子解释说，除了美里中途试图干涉之外，他们对“Jet Alone”的计划进行得很顺利。碇源堂称赞律子工作做得很好。第二天早上，真嗣再次因为美里在家里的行为感到沮丧，直到他的同学铃原冬二和相田剑介说美里向他展示了其他人看不到的一面，是因为她把真嗣当作家人。真嗣对这个想法感到释怀而笑了。

## 制作

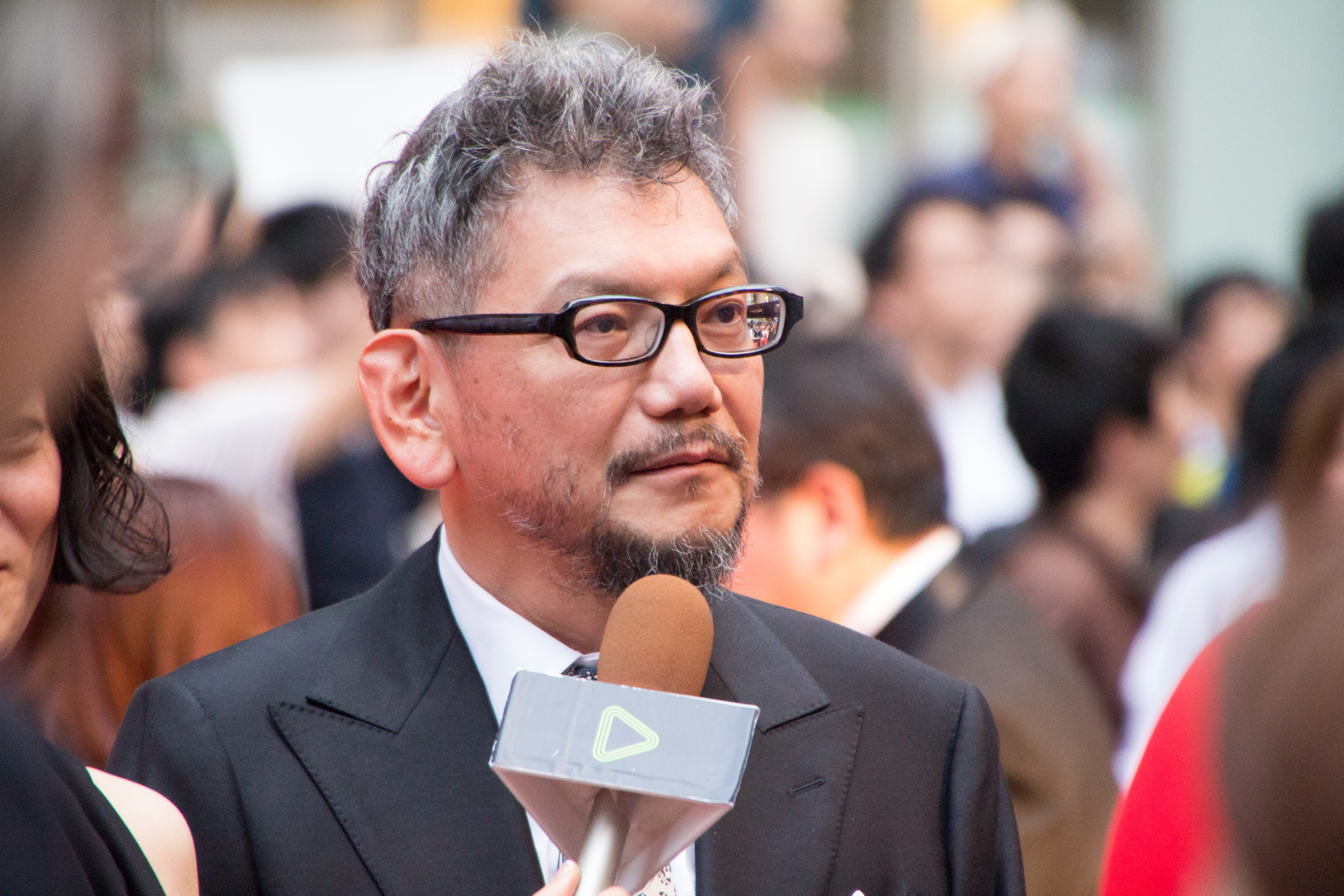
《新世纪福音战士》导演庵野秀明

GAINAX工作室的工作人员在1993年制作了一份名为《企划书》的《新世纪福音战士》的介绍文档，其中就确定了《人所制造的东西》这一集的基本情节；同时也确定了该集的日文标题，但当时在《企划书》的版本中用逗号分隔，写作“人の、造りしもの”（人之、所造物）。榎户洋司和《新世纪福音战士》全剧总导演庵野秀明共同编写了该集的剧本；庵野导演也参与了分镜的制作，而杉山慶一则担任该集的导演。大塚雅彦担任助理导演，铃木俊二担任首席动画师，另外由ヲギ·ミツム担任助理角色设计师。
在《人所制造的东西》的第一场景中可见的“Jet Alone”文件档案是由Gainax Shop制作的，工作人员使用一台麦金塔电脑重新生成了原始材料并进行了修改。该集还描绘了现实中的载具，如单级入轨航天飞机和法拉利328。剧组最初选择了美国诺斯罗普的YB-49喷气动力原型重型轰炸机作为EVA运输飞机的形象，但后来决定使用北美航空的XB-70女武神。EVA初号机追逐“Jet Alone”场面被刻意表现在同一个画面中。实际上，初号机本应该踉跄前进，但工作人员希望流畅些，由此创作出了初号机追逐另一台机甲的场景。该集还向导演庵野秀明的朋友动画师幾原邦彦致敬，此外还有向冈本喜八等导演的各种导演技巧致敬。
山寺宏一、优希比吕、岩永哲哉、关智一和林原惠原是本剧中几个主要角色的配音演员，但他们在《人所制造的东西》这一集中还扮演了未明确身份的角色，包括播音员和真嗣的未命名同学等。日本歌手高橋洋子演唱的爵士版《Fly Me to the Moon》（四段节拍）被用作本集的片尾曲。

## 文化参考和主题

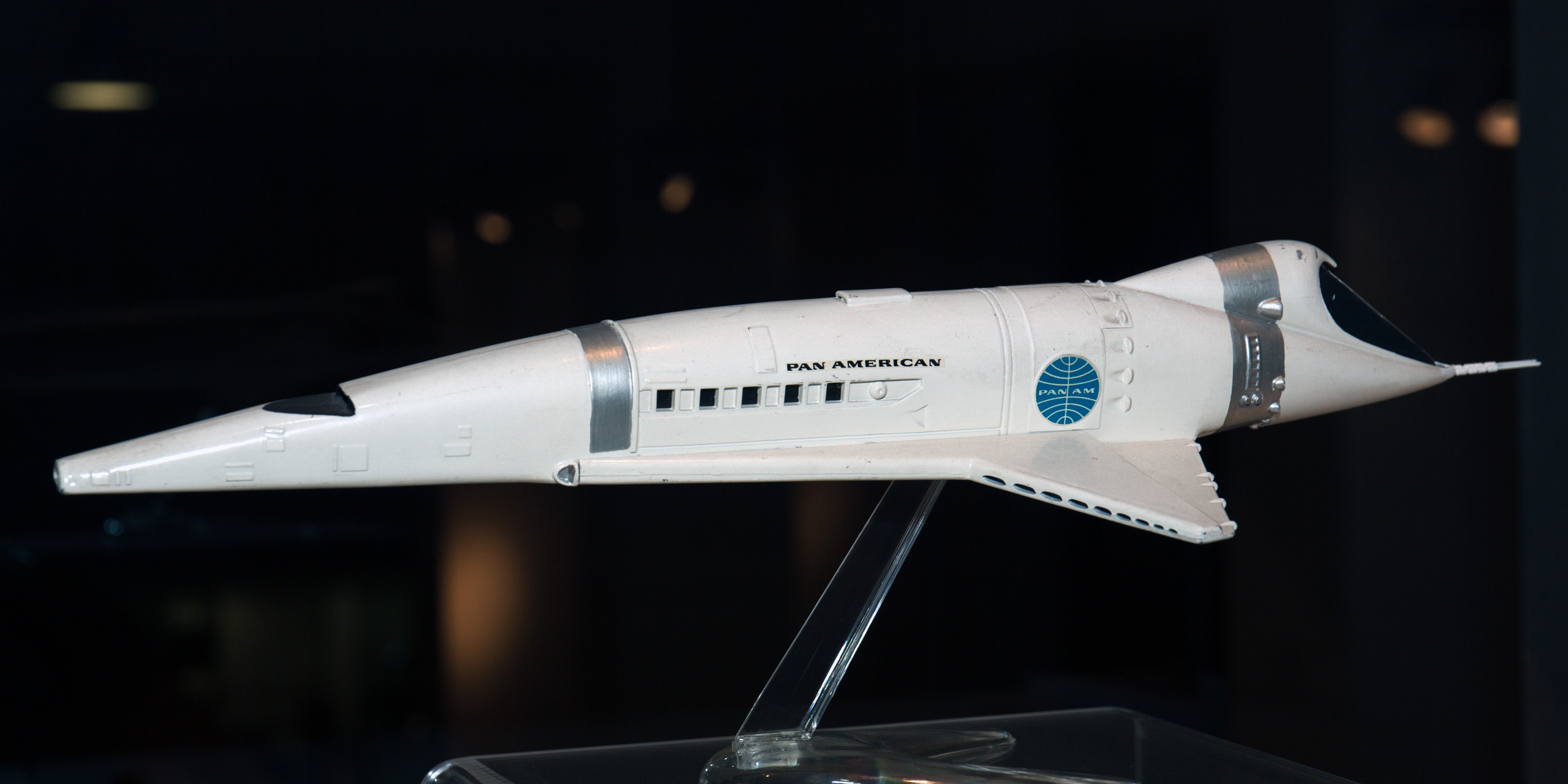
在《人所制造的东西》这一集中的一个场景里出现的SSTO，被人们拿来与《2001太空漫游》中的一艘宇宙飞船进行比较。

本集第一个场景显示的是碇源堂的办公室，在其天花板可以看到犹太教卡巴拉的生命之树图样。这幅图样出自阿塔納奇歐斯·基爾學所著的《埃及的俄狄浦斯》。根据MCC Agora的说法，图中可辨认的希伯来语单词翻译为“雷”和“上帝”，可能与前一集中被击败的使徒Ramiel有关，其名字意为“上帝的雷霆”。《偏锋杂志》的迈克尔·彼得森（Micheal Peterson）指出，碇源堂在办公桌前的位置“与树上的神性符号有关”。在同一场景中，还出现了一篇提到细胞凋亡和生理死亡的文稿，这些都是分子生物学中的术语。
在本集中，真嗣学校的一段课文中就有关于“第二次冲击”的虚构、被篡改的细节，以及有关“第一次冲击”的启示。这些信息显然是参考了“大碰撞假说”。日本建筑师吉村靖孝认为在剧集开头的场景中的SSTO内饰设计可能是参考了电影《2001太空漫游》（1968年）中登场的一艘太空船。而“Jet Alone”的名字则来自于日本特摄电影《哥斯拉对梅加洛》（1973年）中出现的机器人“Jet Jaguar”，其最初被称为“Red Alone”。
《人所制造的东西》的关键主题是人际沟通。在本集中，对真嗣和美里的心理描写得到了深化，真嗣在这一集中完成了他的第一段成长之路。整集的核心则重点放在展示美里心理的几个不同方面；美里戴着各种面具，既有温柔大姐的一面，又有粗野老姑娘的一面，甚至是勇敢的战士的一面，这些令真嗣感到困惑。在该集的结尾，真嗣注意到美里因为将他当作家人而展示出自己更粗鲁、脆弱的一面。事件结束后，两人之间的心理距离显著缩小了。在这一集中，美里还试图用“人类之手”来阻止“Jet Alone”失控。而对人类能力的乐观和希望是庵野秀明早期作品，例如《飞跃巅峰》和《冒險少女娜汀亞》中早已出现过的主题。Comic Book Resources的马修·英格兰（Matthee England）将“Jet Alone”事件描述为《新世纪福音战士》对机甲类型的解构中更为集中的例子之一。作家丹尼·卡瓦拉罗（Dani Cavallaro）认为，在本集中，机甲模式被转变成积极参与讽刺政治和经济的工具。评论家丹尼斯·雷德蒙德（Dennis Redmond）同样将该集描述为对“日本核能游说集团”和日本财阀商业精英的讽刺。

## 评价和影响
《人所制造的东西》播出后的反响褒贬不一。该集于1995年11月15日首次播出，在日本电视上获得了5.9%的收视率。
Digitally Obsessed网站的评论家乔尔·坎宁安（Joel Cunningham）批评这一集可能是全剧中最糟糕、最没有必要的一集。据他所说，故事中没有什么实质性的冲突发生，事件在本集结尾时仍然没有对主体剧情带来任何改变。他认为动作场面“做得很好，但最终毫无意义”，并且表示“甚至没有什么特别出色的角色瞬间”。根据Multiverity Comics的马修·加西亚（Matthew Garcia）所说，《人所制造的东西》这一集并不是《新世纪福音战士》最好的一集，但由于美里的出色表现，在第三幕中情节还是达到了一定的连贯性。
《Animé Café》的日本评论员长冈明夫（Akio Nagatomi）对该集持负面评价，因为它将政府描绘成了“心智简单的白痴”，但也称赞了涉及美里的两面性和导致“Jet Alone”失控的阴谋这一次要情节，以及动画制作和一些“巧妙”的镜头角度，比如利用轰炸机空投EVA的场景。他总结道：“虽然不是一集很棒的剧集，但其中的政治背景引起了我的一些兴趣。”《Film School Rejects》的马克斯·科维尔（Max Covill）表示，《人所制造的东西》这一集没有以“任何有意义的方式”推进整体剧情，但赞扬了涉及美里和律子的场景。他将其描述为“一集令人兴奋的剧集”，为重要的配角提供了额外的背景信息。《Animation Planet》杂志的约翰·比姆（John Beam）积极评价了《人所制造的东西》和《明日香、来到日本》这两集，并称赞该剧的“杰出的角色刻画、动画和戏剧呈现”。《SyFy Wire》的丹尼尔·多克里（Daniel Dockery）将“Jet Alone”的启动以及美里进入其中的场景评为该剧中最好的“非沮丧时刻”之一，而后一幕场景则是一个“紧张”的时刻，将美里描述为最被低估的《新世纪福音战士》角色。《Comic Book Resources》的德文·米南（Devin Meenan）也指出，《人所制造的东西》这一集尽管似乎不重要，但却推进了真嗣和美里之间的关系。
在《Gen:Lock》网络剧系列的第二集中，出现了一台据说比Gen:Lock更强大的被称为“幕府”（The Shogunate）的机器人。Bubble Blabber网站的评论家大卫·卡尔多尔（David Kaldor）指出该集中还出现了一个名叫安野将军（General Genji Anno）的角色，认为“幕府”可能是对“Jet Alone”的戏仿。
该集还启发了官方商品创作，包括一系列官方T恤衫。

## 脚注
- 本条目部分摘自EVA百科中的《新世纪福音战士》第七集 （页面存档备份，存于），以知识共享 署名-相同方式共享 3.0 未本地化版本 （页面存档备份，存于）（CC BY-SA 3.0）授权发布。